# The X Factor (альбом)
The X Factor — десятый студийный альбом хэви-метал-группы Iron Maiden, выпущенный 2 октября 1995 года. X в том числе означает римскую цифру десять, что символизирует юбилейный номер этого альбома.

## Об альбоме
The X Factor первый альбом группы с Блэйзом Бэйли, ранее выступавшим в группе Wolfsbane, вокалистом, заменившем Брюса Дикинсона, покинувшего группу ради сольных проектов.
Многие фанаты группы считают этот альбом самым тёмным в истории группы, находя его одновременно меланхолическим и политизированным. Во многом на это повлияли личные трагедии Стива Харриса, который развёлся с женой и потерял отца. Это один из самых непопулярных (как среди критиков, так и по рейтингу продаж) альбомов группы.
В поддержку альбома было организовано турне The X Factour, которое началось до выхода самого альбома в октябре 1995 года выступлением в Израиле. Также в ходе турне группа побывала в Южной Америке, где коллектив выступил хедлайнерами на фестивале в бразильском городе Сан-Паулу перед более чем пятидесятитысячной аудиторией.
Композиции «Man on the Edge» и «Lord of the Flies» были выпущены как синглы.

## Участники записи
- Блэйз Бэйли — вокал;
- Дэйв Мюррей — гитара;
- Яник Герс — гитара;
- Стив Харрис — бас-гитара, бэк-вокал;
- Нико МакБрэйн — ударные;

Приглашённые музыканты
- Майкл Кенни — клавишные

## Список композиций
| #  | Оригинальное название      | Перевод               | Музыка / Слова                      | Время |
| -- | -------------------------- | --------------------- | ----------------------------------- | ----- |
| 1  | Sign of the Cross          | Крестное знамение     | Стив Харрис                         | 11:18 |
| 2  | Lord of the Flies          | Повелитель мух        | Яник Герс, Стив Харрис              | 5:04  |
| 3  | Man on the Edge            | Человек на краю       | Блэйз Бэйли, Яник Герс              | 4:13  |
| 4  | Fortunes of War            | Превратности войны    | Стив Харрис                         | 7:23  |
| 5  | Look for the Truth         | В поисках правды      | Блэйз Бэйли, Стив Харрис, Яник Герс | 5:10  |
| 6  | The Aftermath              | Последствия           | Блэйз Бэйли, Стив Харрис, Яник Герс | 6:20  |
| 7  | Judgement of Heaven        | Правосудие небес      | Харрис                              | 5:12  |
| 8  | Blood on the World’s Hands | Кровь на руках мира   | Стив Харрис                         | 5:57  |
| 9  | The Edge of Darkness       | На краю тьмы          | Блэйз Бэйли, Стив Харрис, Яник Герс | 6:39  |
| 10 | 2 A.M.                     | 2 часа после полуночи | Блэйз Бэйли, Стив Харрис, Яник Герс | 5:37  |
| 11 | The Unbeliever             | Неверующий            | Стив Харрис, Яник Герс              | 8:10  |